# أنطوان أدريان
أنطوان أدريان (بالفرنسية: Antoine Adrien)‏ هو عالم عقيدة هايتي، ولد في 1922، وتوفي في 2003.